# Avro Avian
Avro Avian fue una serie de aviones ligeros británicos diseñados y construidos por Avro en las décadas de 1920 y 1930. Aunque las distintas versiones del Avian eran aviones sólidos, fueron ampliamente superados por el de Havilland Moth y sus descendientes.

## Diseño y desarrollo
El prototipo del Avro 581 Avian se diseñó y construyó para competir en las pruebas de aviones ligeros de Lympne en el aeropuerto de Lympne en septiembre de 1926. Su fuselaje de madera se basaba en el del autogiro Avro 576, pero estaba equipado con alas de biplano convencionales y con un motor Armstrong Siddeley Genet de 70 CV (50 kW). Tuvo un buen rendimiento en las pruebas, pero fue eliminado debido a un fallo del motor.
.

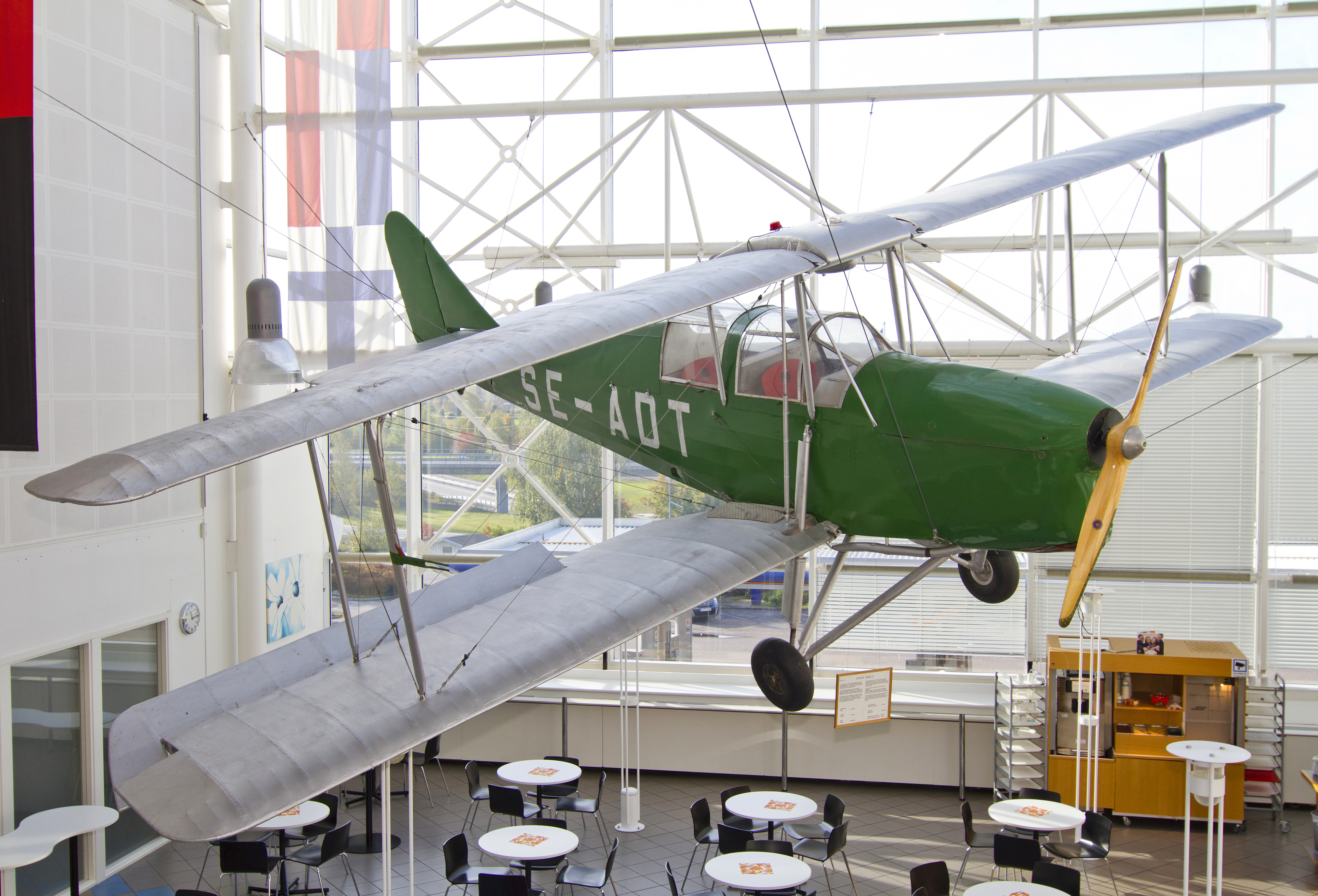
Avian IV, SE-ADT conservado en buen estado y expuesto en una cafetería de un centro comercial en Arlanda Stad cerca del aeropuerto de Estocolmo - Arlanda, Suecia. Ahora ha sido trasladado a Arlanda Flygsamlingar

A principios de 1927 fue remotorizado con un ADC Cirrus  de 85 HP como el Tipo 581A y se vendió a Bert Hinkler.
Los aviones de producción se denominaron Tipo 594 y se construyeron en varias versiones, principalmente con motores Cirrus. Una versión con un fuselaje de tubo de acero soldado se produjo en 1929 como el Avro 616 Avian IVM para cumplir con los requisitos de ultramar para una estructura más fácil de reparar. Esta versión se construyó en los números más grandes, con aproximadamente 190 construidos.
El Avian también fue producido bajo licencia en Canadá, por la Ottawa Car Manufacturing Company en Ottawa, Ontario.

## Historia operativa
Aunque fue superado por el de Havilland Moth y sus derivados -que volaron por primera vez más de un año antes que el Avian-, el Avian se utilizó ampliamente como turismo civil o entrenador, y muchos se vendieron en el extranjero. Los Avians fueron ensamblados por la Whittesley Manufacturing Co., Bridgeport, Connecticut, Estados Unidos, y la Ottawa Car Manufacturing Company, Canadá, así como por la propia Avro.
Tras nuevas modificaciones en las alas y el tren de aterrizaje como el Avro 581E, Hinkler utilizó este avión para una serie de vuelos de larga distancia, que culminaron con un vuelo en solitario de 15½ días desde Croydon, Reino Unido hasta Darwin, Australia. En 1998 Lang Kidby recreó este vuelo en un Avro Avian 594 VH-UFZ de 1927 (ex G-AUFZ)
El Avro Avian 594 Avian III (SN R3/AV/101) fue propiedad de Lady Mary Heath y Amelia Earhart. El Avian de Earhart tenía un 84 HP (62,6 kW) motor Cirrus Mk II. Fue registrado originalmente a nombre de Lady Heath el 29 de octubre de 1927 y se le dio la marca de avión del Reino Unido G-EBUG. Cuando Earhart lo llevó a Estados Unidos se le asignó la "marca de identificación de avión sin licencia" 7083; los aviones no certificados oficialmente en Estados Unidos podían volar como aviones sin licencia pero identificados. La marca 7083 se utilizó en el primer vuelo largo en solitario de Earhart, que tuvo lugar justo cuando Amelia estaba entrando en el centro de atención nacional. Al realizar el viaje en agosto de 1928, se convirtió en la primera mujer en volar en solitario a través del continente norteamericano y de vuelta. En 2001 Carlene Mendita recreó este vuelo en el Type 594 Avian de Greg Herrick, que había comprado a Lang Kidby. En el momento en que Herrick compró el Avian a Kidby, dos años antes, era el avión en vuelo más antiguo de Australia. Ahora tiene su base en Minneapolis, Minnesota.
Wilfrid R. "Wop" May utilizó un 594 para realizar su vuelo de misericordia de enero de 1929 con antitoxina de difteria desde Edmonton hasta Fort Vermilion, Alberta.

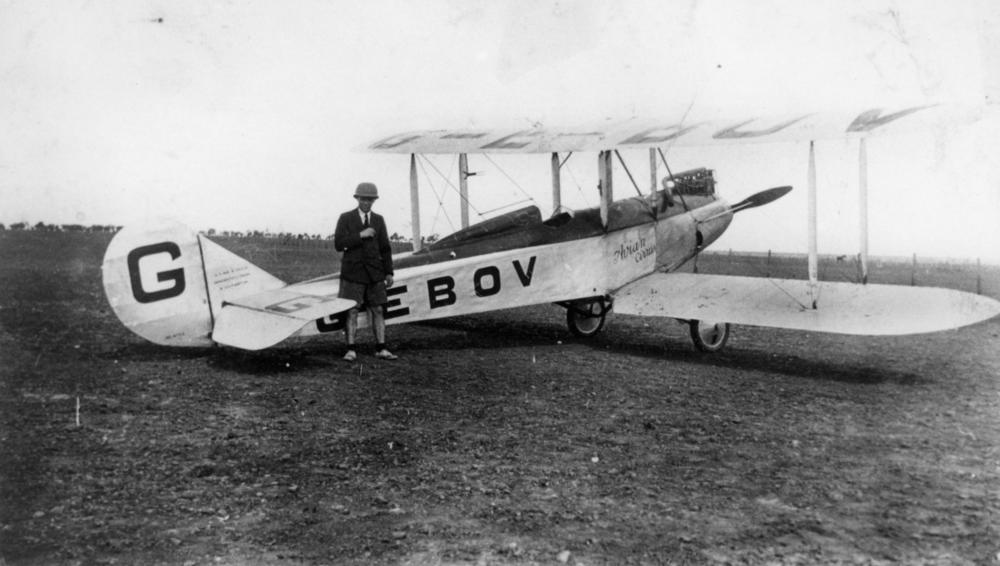

Un Avian (Red Rose) fue utilizado por Bill Lancaster en un exitoso vuelo de larga distancia a Australia, y otro (Southern Cross Minor) en su último intento de récord a Sudáfrica en 1933.
En julio de 1930, Winifred Brown ganó la King's Cup Race volando el Cirrus III Avian. Un Avian, pilotado por Sydney Thorn, participó en el Challenge International de Tourisme 1930 con un éxito moderado (16º puesto).
El 7 de enero de 1931, Guy Menzies voló en un Avian, el Southern Cross Junior, desde Australia hasta Nueva Zelanda.  Fue la primera persona en volar en solitario a través del Mar de Tasmania.
La Real Fuerza Aérea compró un único Avian II propulsado por Genet, mientras que también compraron Avians la Fuerza Aérea Sudafricana, la Servicio Aéreo Naval Chino, la Fuerza Aérea de Estonia y la Real Fuerza Aérea Canadiense.
La aviadora Beryl Markham utilizó ampliamente un Avian en África Oriental en la década de 1930.

## Variantes

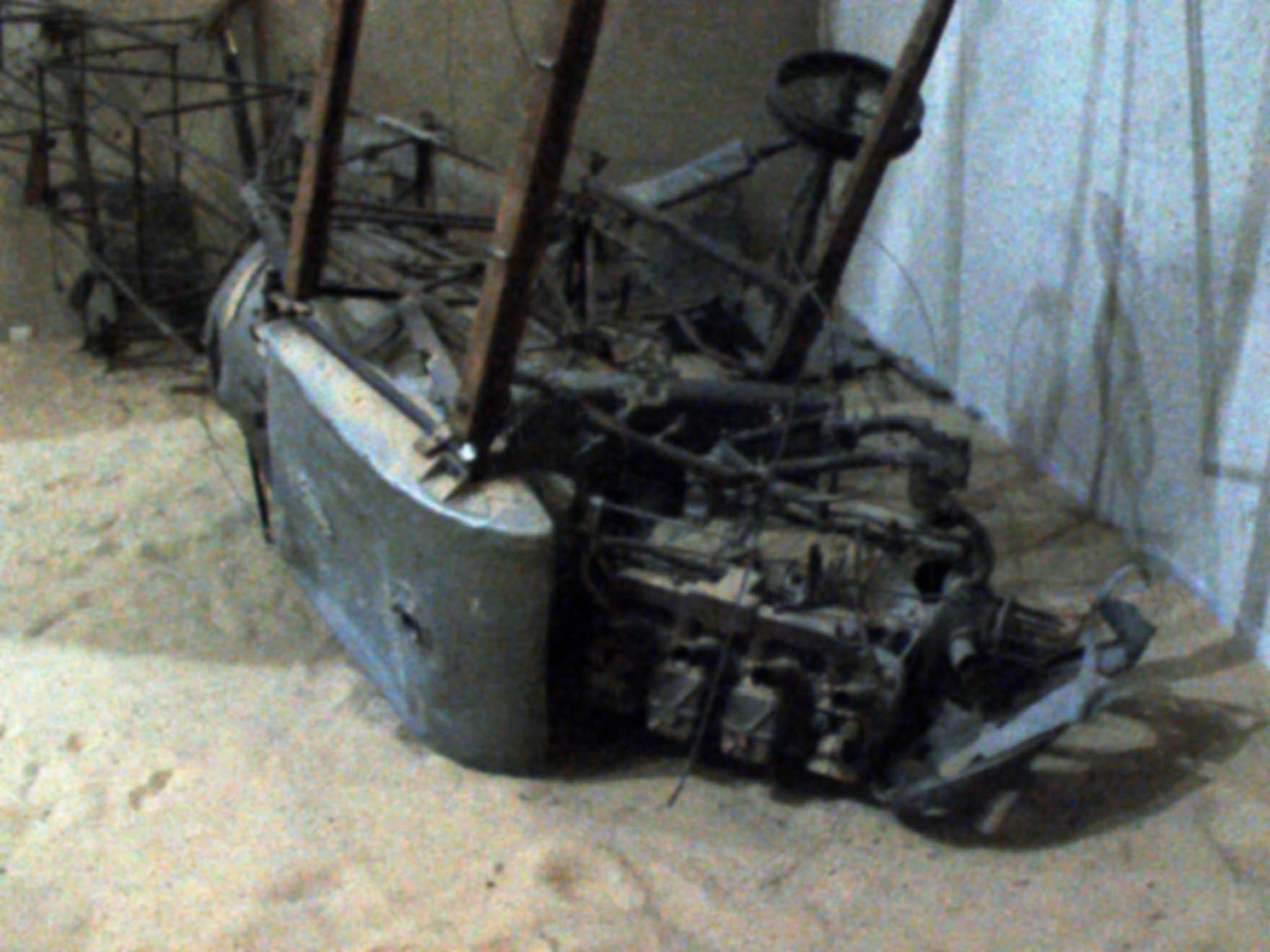
Los restos del Southern Cross Minor recuperados en el desierto del Sahara y expuestos en el Museo de Queensland

Avro 581 AvianPrimer prototipo, un Armstrong Siddeley Genet de 70 hp (52 kW).
Avro 581APrimer prototipo modificado, un Cirrus de ADC de 85 CV (63 kW) y alas de envergadura reducida.
Ÿ Avro 581EAvro 581A más modificado para vuelos de larga distancia, con nuevas alas y fuselaje modificado.
Avro 594 Avian IAvión de preproducción, se construyeron dos.
Avro 594 Avian IIProducción inicial, motor Cirrus II de 85 CV (63 kW), nueve aviones construidos.
Avro 594 Avian IIISoporte de motor modificado y puntales de acero tubular, 33 unidades construidas.
Avro 594 Avian IIIAMotor Cirrus III de 95 CV (71 kW), 58 unidades construidas.
Avro 594 Avian IVTren de aterrizaje y alerones revisados, 90 unidades.
Ÿ Avro 605 AvianDos Avro 594 Avian III fueron convertidos en hidroaviones.
Ÿ Avro 616 Avian IVMFuselaje de tubos de acero. Propulsado por un Cirrus Hermes I de 105 hp (78 kW) o un Armstrong Siddeley Genet Major de 100 hp (75 kW), se construyeron aproximadamente 190.
Ÿ Avro 616 Sports AvianVersión para carreras con resistencia reducida, 16 construidos.
Ÿ Avro 616 Avian IVAversión única modificada de largo alcance para Charles Kingsford Smith, Southern Cross Junior, motor de Havilland Gipsy II de 120 hp (90 kW) II, con depósito de combustible adicional y alas revisadas de 30 pies de envergadura.
Ÿ Avro 616 Avian Vmonoplaza de largo alcance construido de nuevo para Charles Kingsford Smith, Southern Cross Minor. Bill Lancaster intentaría más tarde volar en solitario desde Inglaterra a Sudáfrica en este avión, y moriría en el intento.
Ÿ Monoplano aviador Avro 625Desarrollo de un monoplano de ala baja, se construyeron dos.

## Operadores

### Operadores militares
- Royal Canadian Air Force
- Chinese Nationalist Air Force
- Armada de la República de China
- Fuerza Aérea Estonia
- South African Air Force
- Fuerzas Aéreas de la República Española[15]
- Ejército del Aire y del Espacio (España)
- Royal Air Force

## Aviones supervivientes

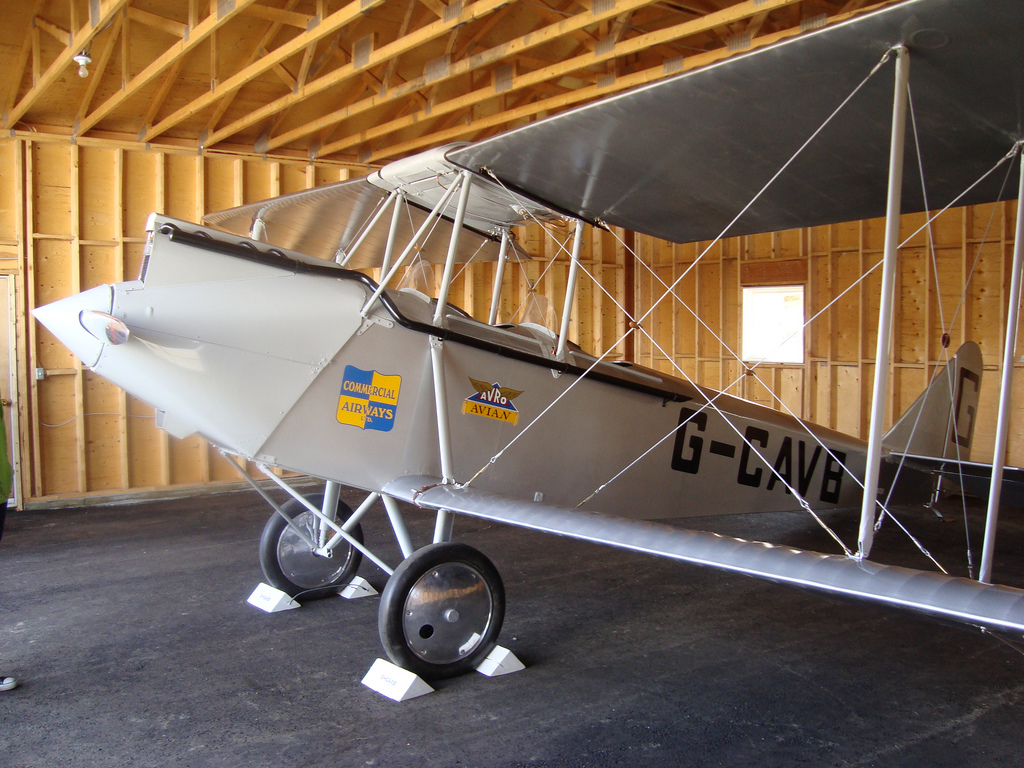
Réplica de Wop May's Avian en Fort Edmonton Park, Edmonton, Alberta.

- 5116 - 581 expuesto en el Museo de Queensland en Brisbane, Queensland. Se trata de G-EBOV, el prototipo de Avro Avian pilotado por Bert Hinkler en algunos de sus vuelos de récord.[16][17][18]
- R3/AV/127 - Avian IV en condiciones de volar en el Golden Wings Flying Museum en Blaine, Minnesota. Fue en su día el avión en vuelo más antiguo de Australia y ha sido convertido a partir de una configuración Avian II. Está pintado para representar a G-EBUG, un avión que Amelia Earhart voló a través de los Estados Unidos en 1928-1929.[19][20]
- R3/CN/160 - Avian IIIA en exhibición estática en Hooton Park en Cheshire. Lleva G-EBZM y es un compuesto de varios otros.[21][22][23]
- CN/171 G-ACGT, un Avian III de tipo 594B con motor Genet II en restauración en Coventry, Warwickshire.
- R3/CN/314 - Avian IVM en exposición estática en el Canada Aviation and Space Museum en Ottawa, Ontario.[24][25]
- R3/CN/316 - Avian IVM expuesto en el Reynolds-Alberta Museum en Wetaskiwin, Alberta.[26] Tiene instalado el motor Genet y está pintado como CF-CDV.
- R3/CN/318 - Avian IV en exposición estática en Arlanda Flygsamlingar , cerca del Aeropuerto de Arlanda al norte de Estocolmo, Suecia.[27]
- R3/CN/522 - Avian IV airworthy with Geoffrey Arthur Davis of Salisbury, South Australia.[28][29]
- R3/CN/531 - Avian IV airworthy con Geoffrey Arthur Davis de Salisbury, Australia del Sur.[30][31]
- Réplica - Avian IIIA expuesta en el Museo de Aviación de Alberta en Edmonton, Alberta.[32] Está pintado como G-CAVB como recuerdo de un vuelo heroico de Wop May cuando voló con medicamentos para la difteria en pleno invierno a un pueblo donde se estaba produciendo un brote en las praderas canadienses.

## Especificaciones (Avian IVM)

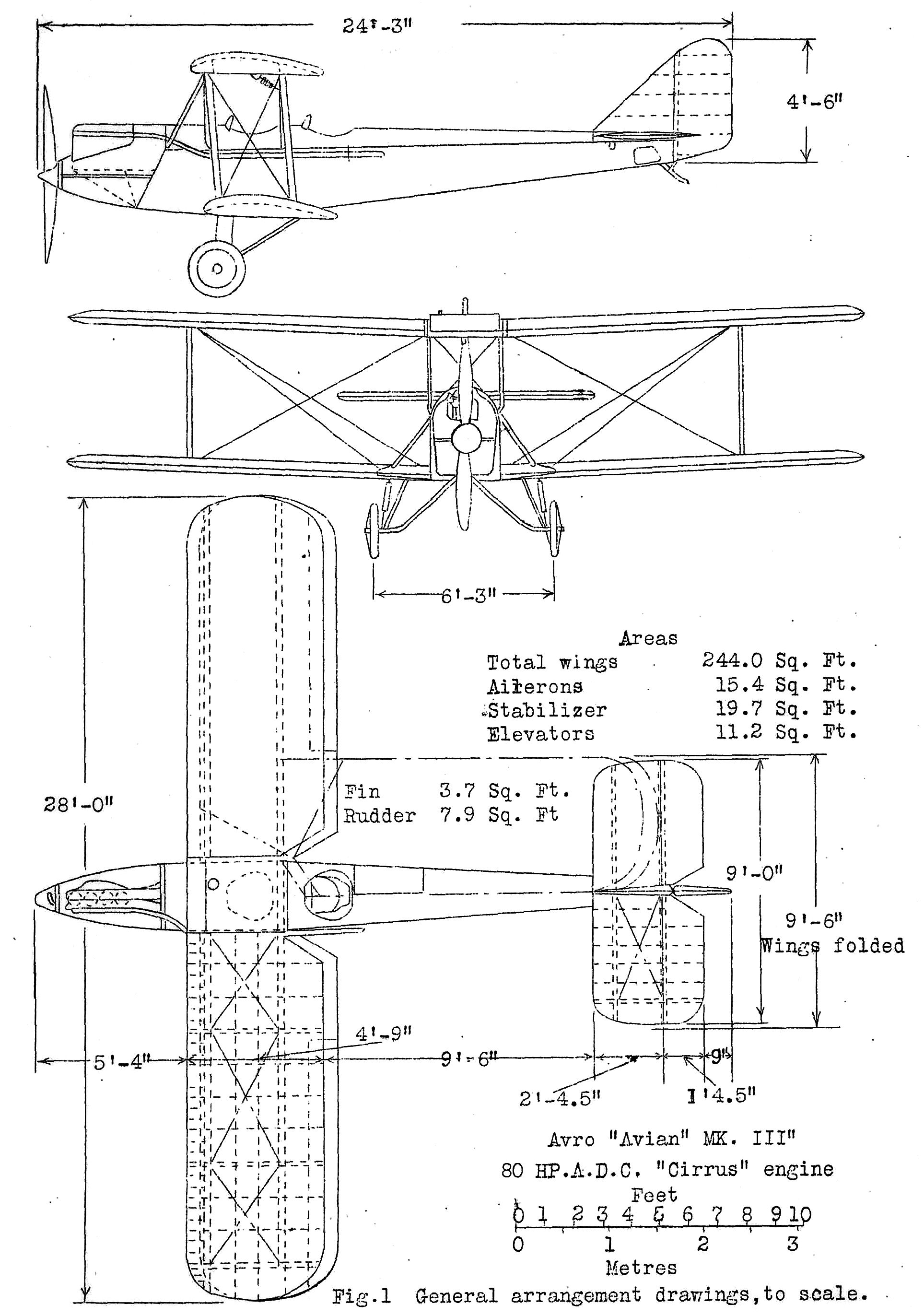
Dibujo de 3 vistas del Avro Avian III de NACA Aircraft Circular No.70

Referencia datos: British Civil Aircraft since 1919 Volume 1

### Características generales
- Tripulación: 2
- Longitud: 24 pies 3 pulgadas (7,39 m)
- Envergadura: 28 pies 0 pulgadas (8,53 m)
- Altura: 8 pies 6 pulgadas (2,59 m)
- Peso vacío: 1005 lb (456 kg)
- Peso cargado: 1523 libras (691 kg)

### Rendimiento
- Velocidad nunca excedida (Vne): 105 mph (169 km/h, 91 nudos)
- Velocidad crucero (Vc): 90 mph (140 km/h, 78 nudos)
- Alcance: 360 mi (580 km, 310 nmi)
- Techo de vuelo: 12 500 pies (3800 m)[34]
- Régimen de ascenso: 600 pies/min (3,0 m/s)[34]